# Bejczy József
Bejczy József százados (Körmend, 1916. október 9. – Abony közelében, 1944. november 2.) a Magyar Királyi Honvéd Légierő 5 légi győzelmet arató, második világháborús pilótája volt. Szolgálata alatt barátai a Dzsó becenevet adták neki.

## Élete
1935-ben felvették a Ludovika Akadémiára, amelynek sikeres elvégzése után 1939. január 15-én avatták repülő hadnaggyá, Budapesten. A vadásziskola elvégzése után, 1939 őszétől a Mátyásföldi 1/3. Kőr Ász vadászrepülő század elsőtisztje volt. Repült Fiat CR.32-es és CR.42-es vadászgéppel is. 1940-ben egy ideig kiképzőtiszt Nagyváradon, majd 1940 októberében áthelyezték az ugyancsak Mátyásföldön állomásozó 1/4. Szent György vadászrepülő századba elsőtisztnek.
Első bevetésére 1941 áprilisában a jugoszláv hadjárat idején került sor.
A Szovjetunió elleni hadjáratban először 1941 augusztusában vett részt, amikor, ideiglenesen az 1/3. Kőr Ász kötelékében, 3 bevetést repült. 1941 szeptemberében tért vissza Magyarországra.
1941. november 1-jével főhadnaggyá léptették elő, és mivel az 1/4. század megszűnt, áthelyezték a szintén Mátyásföldön állomásozó 5/1. vadászrepülő századhoz. 1942-ben rövid ideig Berlinben volt, ezen időszak alatt kapott Bf 109-es kiképzést.
1942. december közepén a keleti frontra került, mint az 5/I. vadászrepülő osztály parancsnokának, Heppes Aladár őrnagynak a segédtisztje.
1943 januárjában két bevetést repült MÁVAG Héjával. Miután az osztálytörzs is  Bf 109 átképzést kapott, Harkovba települtek. Első bevetését Bf 109-cel 1943. április 23-án repülte. Első légi győzelmét 1943. július 6-án érte el, amikor is egy Jak–1-et lőtt le. A keleti frontról 1943 őszén tért haza. Összesen 3 légigyőzelmet aratott, ebből 2 Boston típusú bombázó volt.
Miután hazatért, az éppen alakulófélben lévő 5/3. vadászrepülő század parancsnoka lett. 

### A Pumák között
1944. május 1-jén megalakult a 101. Puma vadászrepülő osztály. Az 5/3. századból lett az új osztály 3. százada, 101/3. Drótkefe néven. A Puma osztály kötelékében először június 14-én került légi harcba. P–38 Lightningok ellen vezette harcba századát. A bevetés sikeres volt, 7 Lightning lelövését jelentették, amiből 5-öt igazoltak. Amerikaiak elleni első győzelmét két nappal később, június 16-án aratta. Egy P–38 Lightningot lőtt le. Ezt még egy B–24 követte egy hónappal később, július 16-án.
Utolsó, körülbelül 60. bevetését 1944. november 2-án repülte. Erőszakos felderítésre, a Kecskemét és Cegléd között feltételezett szovjet szárazföldi támadó ék felkutatására indult egy négygépes rajjal. Abony mellett erős szovjet légvédelmi tüzet kaptak, és gépét szinte azonnal eltalálták. A „Messzer” kigyulladt és lezuhant. „Bejczy Dzsó” nem tudta elhagyni gépét, hősi repülőhalált halt.
Testét a helyi lakosok temették el a gép roncsai mellé. Katonai temetést nem kaphatott, mert a területet éppen a szovjetek szállták meg.
Holttestét 1990 után többször próbálták megtalálni, de csak 2005. október 28-án sikerült, hosszú kutatás után. 2006. március 2-án helyezték végső nyugalomra Körmenden.

## Légi győzelmei
| Sorszám | Dátum              | Ellenséges repülőgép |
| ------- | ------------------ | -------------------- |
| 1       | 1943. július 6.    | Jak–1                |
| 2       | 1943. július 19.   | Boston               |
| 3       | 1943. augusztus 1. | Boston               |
| 4       | 1944. június 16.   | P–38                 |
| 5       | 1944. július 16.   | B–24                 |